# St. Johannis Baptist (Allstedt)

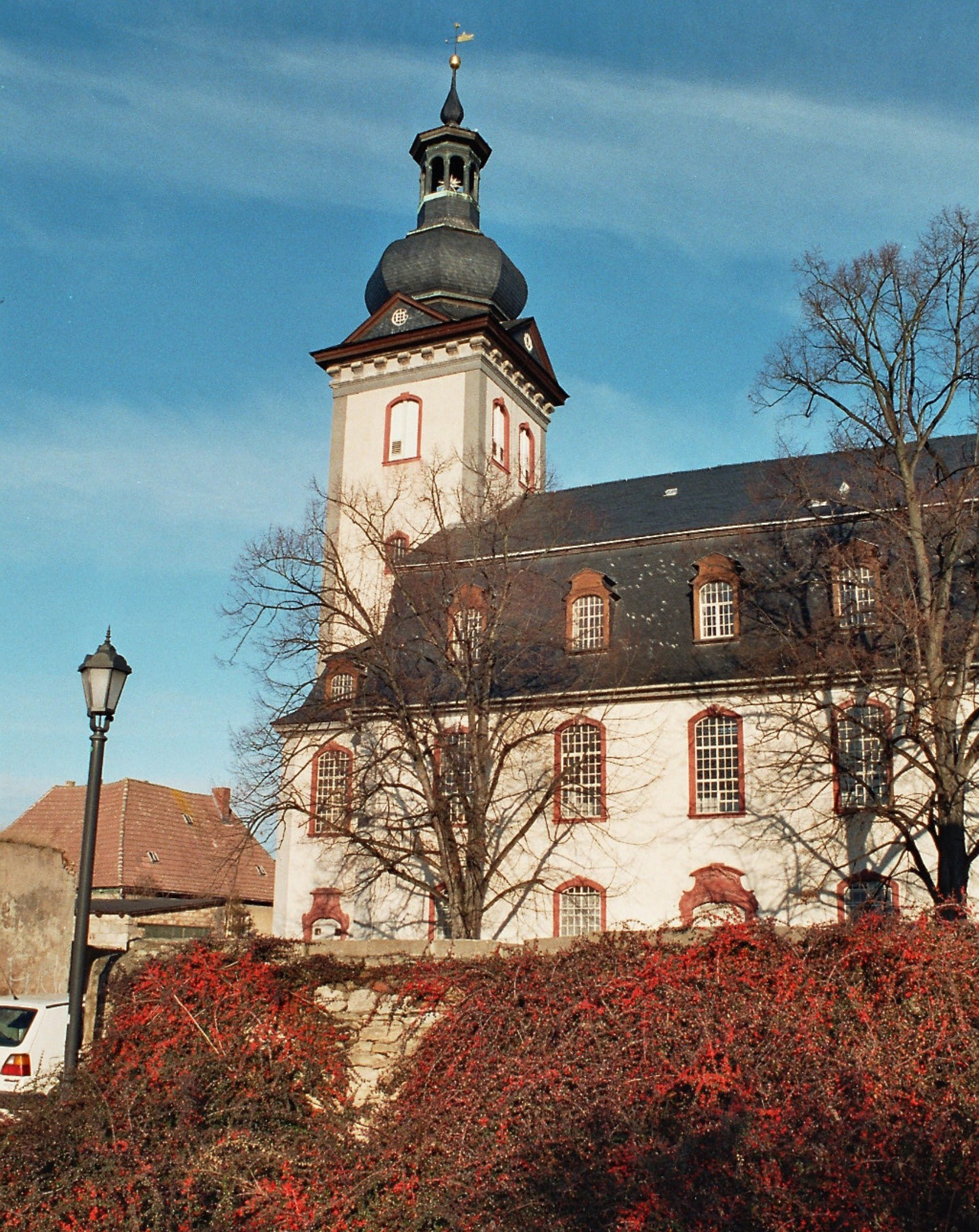
Evangelische Kirche St. Johannis Baptist in Allstedt

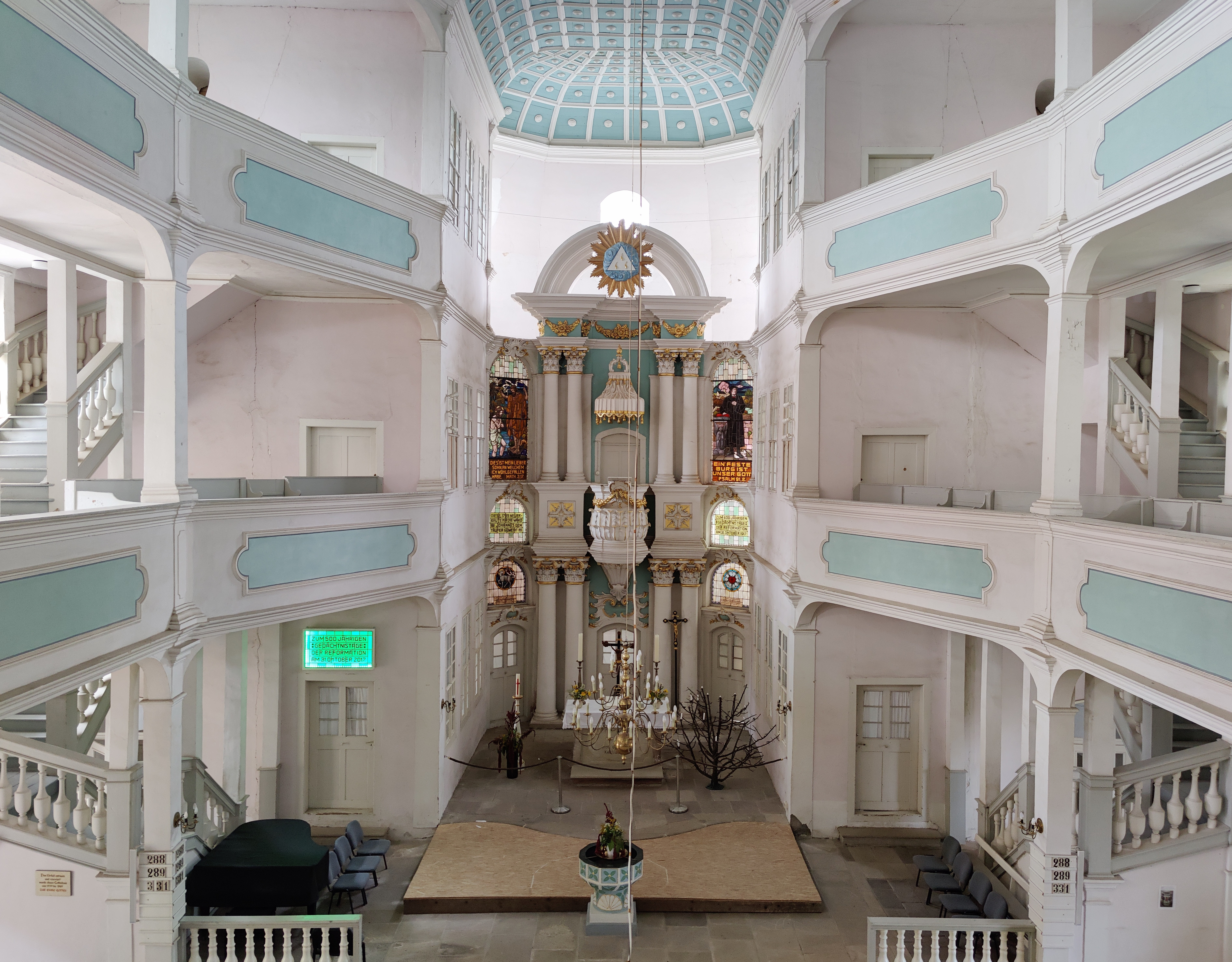
Innenraum, Blick nach Osten

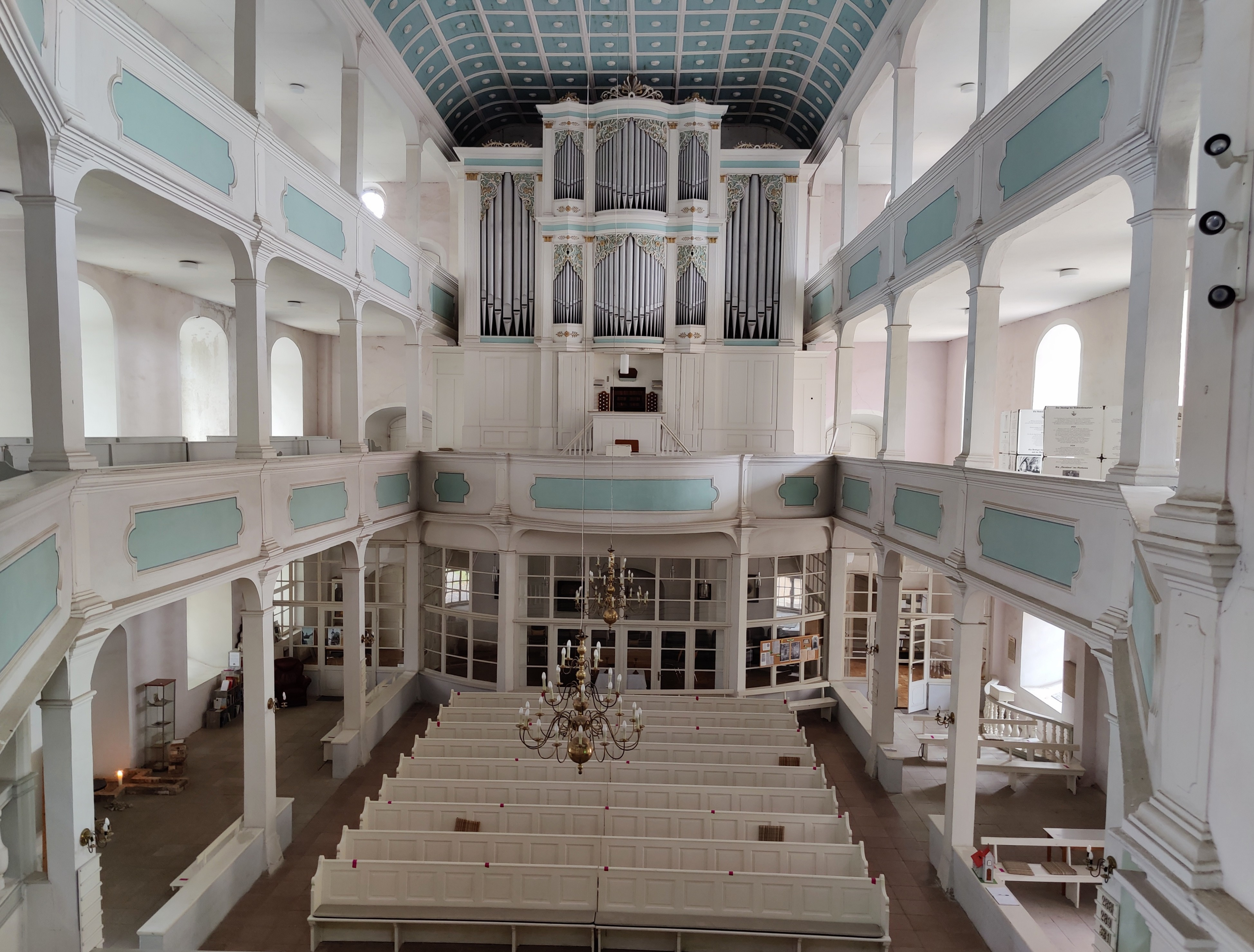
Innenraum, Blick nach Westen

Die evangelische Kirche St. Johannis Baptist steht in der Stadt Allstedt im Landkreis Mansfeld-Südharz in Südwesten Sachsen-Anhalts.

## Geschichte
Die Kirche St. Johannes Baptist wurde 1765 im Stil des Thüringer Rokoko errichtet. Sie ist eine der größten Kirchen in diesem Baustil und wurde als Ersatz eines Baus errichtet, in dem Thomas Müntzer wirkte und lehrte. Zwischen 1790 und 1800 wurde der Turm errichtet. Das Geläut ist komplett historisch erhalten, die Glocken stammen aus der Zeit von 1345 bis 1683.

## Orgel
Die Orgel mit 38 Registern, verteilt auf zwei Manuale und ein Pedal, wurde 1853 von Julius Strobel gebaut. Die Register- und Tontraktur ist mechanisch. 2019 wurde die Orgel zum Teil restauriert durch Orgelbau Kutter. Die Disposition lautet wie folgt:
| I Hauptwerk C–f3 |             |
| Bordun           | 32′         |
| Principal        | 16′         |
| Bordun           | 16′         |
| Principal        | 8′          |
| Hohlflöte        | 8′          |
| Gambe            | 8′          |
| Gemshorn         | 8′          |
| Gedackt          | 8′          |
| Quinte           | 6′ (5 1⁄3′) |
| Oktave           | 4′          |
| Hohlflöte        | 4′          |
| Quinte           | 3′ (2 ⁄3′)  |
| Oktave           | 2′          |
| Mixtur V         |             |
| Cymbel III       |             |

| II Oberwerk C–f3 |            |
| Lieblich Gedackt | 16′        |
| Geigenprincipal  | 8′         |
| Lieblich Gedackt | 8′         |
| Flaut travers    | 8′         |
| Salicional       | 8′         |
| Zartflöte        | 8′         |
| Principal        | 4′         |
| Flauto dolce     | 4′         |
| Quinte           | 3′ (2 ⁄3′) |
| Oktave           | 2′         |
| Cornet IV        |            |
| Scharf III       |            |

| Pedalwerk C–d1 |               |
| Principalbass  | 16′           |
| Violon         | 16′           |
| Subbass        | 16′           |
| Quinte         | 12′ (10 2⁄3′) |
| Oktavenbass    | 8′            |
| Violon         | 8′            |
| Gedacktbass    | 8′            |
| Oktavenbass    | 4′            |
| Posaune        | 32′           |
| Posaune        | 16′           |
| Trompete       | 8′            |

- Koppeln: II/I, I/P
- Spielhilfen: Sperrventile: HW, OW, P